# Folkia lugens
Espèce
Folkia lugens est une espèce d'araignées aranéomorphes de la famille des Dysderidae.

## Distribution
Cette espèce est endémique de Grèce. Elle se rencontre sur Leucade et en Épire.

## Description
La femelle holotype mesure 2,65 mm.

## Publication originale
- Brignoli, 1974 : Ragni di Grecia VI. Specie nuove o interessanti delle isole Ionie e della Morea (Araneae). Revue suisse de Zoologie, vol. 81, p. 155-175 (texte intégral).